# Economia del Nepal
Nepal és un dels països més pobres del món, amb més de 30% de la població per sota de la llindar de pobresa. Una societat aïllada i agrària fins a la meitat del segle xx, el país va entrar en l'era moderna en 1951 sense escoles, hospitals, carreteres, telecomunicacions, energia elèctrica, indústria i servei civil. No obstant això, el país ha fet progrés cap al desenvolupament econòmic sostenible des dels anys 50 i està confiat a un programa de la liberalització econòmica.
Nepal ha usat una sèrie de plans cada 5 anys en una temptativa de fer progressar aquest desenvolupament econòmic. Va acabar el seu 9º pla el 2002; la seva moneda s'ha fet convertible, i s'han privatitzat 17 empreses estatals. L'ajuda exterior abasta més de la meitat del pressupost per al desenvolupament. Les prioritats del govern al llarg dels anys han estat el desenvolupament de les facilitats en comunicacions i transports, indústria, i agricultura. Des de 1975, s'han accentuat la major eficàcia de l'administració del govern i els esforços per al desenvolupament rural.
L'agricultura segueix sent la principal activitat econòmica del Nepal; empra al 80% de la població i proporciona el 37% del PIB.
Solament el 20% de l'àrea total és cultivable; un altre 33% està ocupat per boscos, i la major part de la resta és muntanyenc. l'arròs i el blat són els principals cultius. Les terres baixes de la regió del Terai produeixen un excés agrícola, part del qual supleix la deficiència de menjar a les àrees muntanyenques.